# Maskulinismus
Maskulinismus je název pro komplex filozofických postojů, psychologických i sociálních teorií a případně také ideologií nebo politických hnutí, jejichž cílem je výzkum jevů souvisejících s mužstvím. Jeho součástí může být také problematika různých, zejména nenápadných typů diskriminace a utlačování mužského pohlaví. Maskulinistické hnutí je díky reálné šíři problematiky velice různorodé a štěpí se na mnoho křídel a směrů – od umírněných jedinců a hnutí upozorňujících na domácí násilí páchané na mužích až po mužský šovinismus. Oproti feministickým hnutím je však slabé a málo rozsáhlé, což vyplývá mj. z charakteru mužství.[zdroj?]
Na rozdíl od feminismu je maskulinismus poměrně novým hnutím, které bojuje nejen za práva mužů, ale především za posílení jejich skutečné identity nezávisle na projektu feminismu. Velmi známými aktivisty jsou např. Robert Johnson, Joseph Pleck, Hugo de Garis nebo Warren Farrell.
Specifické je hnutí mystického maskulinismu, které hledá „vnitřního“ muže a hlubší vrstvy zkušenosti „být mužem“. Někdy se toto hnutí také nazývá mytopoetický a jungiánský maskulinismus nebo „expresivní mužské hnutí“ (známým guruem, který používá tento termín, je Robert Bly). Mužskou prací se zde rozumí hlavně vnitřní práce na sobě a duševní a duchovní poznávání sebe sama jako muže.

## Cíle
Primárním cílem maskulinismu je vyvážení jednostranného tlaku feminismu. Maskulinismus se může zabývat některými dílčími cíli, kdy jsou muži viditelně znevýhodněni. Např. při soudním svěřování dětí do výchovy jednoho z rozvedených manželů s argumentem, že ženy se dokážou lépe o děti starat. Nebo v situaci, kdy se od mužů očekává, že jako živitelé rodiny budou pro kariéru obětovat své zdraví. Pro muže často představuje významné období újmy adolescence, kdy se potýkají s přirozenými problémy ontogeneze, nemají k dispozici rodinnou či institucionální podporu a v mnoha zemích už ani žádný podpůrný iniciační proces.